# Административное деление Мариуполя
Мариу́поль — город в Донецкой области, административный центр Мариупольского района и входящей в его состав Мариупольской городской общины. С мая 2022 года под российской оккупацией.

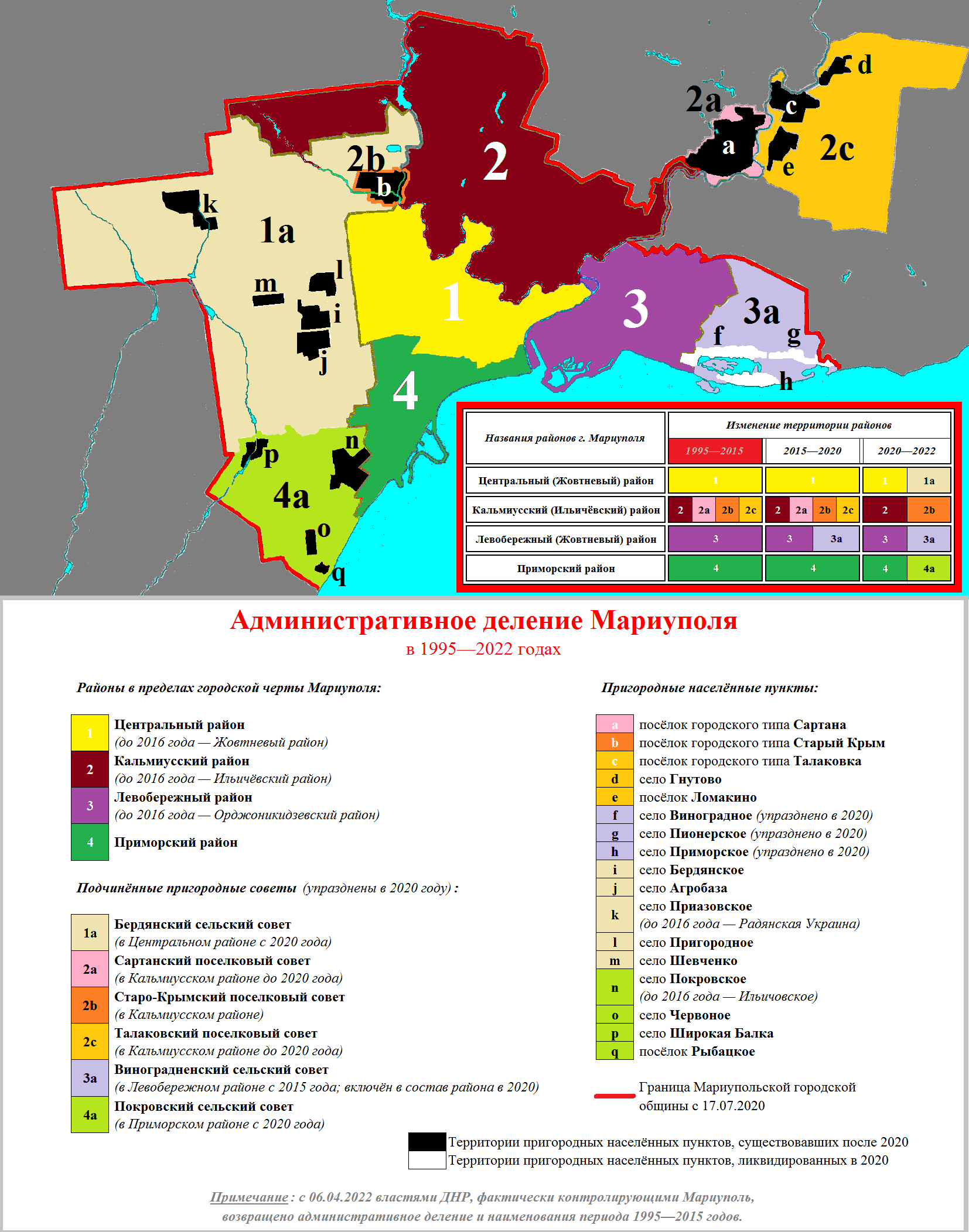
Изменения Административного деления Мариуполя в 1995—2022 годах.

Административно город Мариуполь разделён на 4 городских района, которые включают в себя, кроме городской территории, 1 посёлок городского типа и 9 сёл.
Первые городские районы были образованы в 1927 (Портовской и Заводской) и 1931 (Новосёловский) годах из пригородных территорий, включённых в состав города, тогда как центральная часть города оставалась в непосредственном обслуживании городского совета. В 1939 году на территории, напрямую подчинённой горсовету были образованы Молотовский и Орджоникидзевский районы, к которым были присоединены ликвидированные Новосёловский и Заводской районы. В 1940 году был восстановлен Заводской район под именем Ильичёвского. В 1957 году Молотовский район был переименован в Жовтневый. Портовской район в 1959 году был упразднён (его территория была включена в состав Жовтневого района), но в 1967 году был восстановлен под именем Приморского.
С этого времени границы между городскими районами оставались постоянными; время от времени изменялись лишь внешние границы города, включая или исключая пригородные населённые пункты, которые передавались в подчинение одному из районов города. В начале 2016 года Жовтневый, Ильичёвский и Орджоникидзевский районы были переименованы в Центральный, Кальмиусский и Левобережный соответственно. В 2020 году, с образованием Мариупольской городской общины, были значительно изменены границы пригородной территории.

## Районы города
С 17 июля 2020 года, после образования Мариупольской городской общины в составе Мариупольского района, город Мариуполь делится на 4 городских района, которые кроме частей самого города включают в себя некоторые пригородные населённые пункты:
| Название района | Дата создания                                                       | Расположение                                                                             | Подчинённые населённые пункты |
| --- | ------------------------------------------------------------------- | ---------------------------------------------------------------------------------------- | --- |
| Кальмиусский район • до 28.01.2016 — Ильичёвский район • до 22.06.1939 — Заводской район                                      | 01.07.1927 (упразднён 22.06.1939) 27.06.1940                        | Северная часть города в междуречье рек Кальмиуса и Кальчика.                             | посёлок городского типа Старый Крым                                                                                                 |
| Левобережный район • до 28.01.2016 — Орджоникидзевский район                                                                  | 22.06.1939                                                          | Восточная часть города на левом берегу реки Кальмиуса, включая побережье Азовского моря. | — |
| Приморский район • до 21.01.1959 — Портовской район                                                                           | 01.07.1927 (утверждён 22.06.1939) (упразднён 21.01.1959) 16.03.1967 | Юго-западная часть города на побережье Азовского моря.                                   | село Покровское • до 28.01.2016 — село Ильичовское • до 23.05.1978 — село Ильичёвское • до 15.08.1945 — хутор колхоза «Шлях Ильича» |
| Приморский район • до 21.01.1959 — Портовской район                                                                           | 01.07.1927 (утверждён 22.06.1939) (упразднён 21.01.1959) 16.03.1967 | Юго-западная часть города на побережье Азовского моря.                                   | село Червоное • до 15.08.1945 — хутор колхоза «Червоный Орач»                                                                       |
| Приморский район • до 21.01.1959 — Портовской район                                                                           | 01.07.1927 (утверждён 22.06.1939) (упразднён 21.01.1959) 16.03.1967 | Юго-западная часть города на побережье Азовского моря.                                   | село Широкая Балка |
| Приморский район • до 21.01.1959 — Портовской район                                                                           | 01.07.1927 (утверждён 22.06.1939) (упразднён 21.01.1959) 16.03.1967 | Юго-западная часть города на побережье Азовского моря.                                   | посёлок Рыбацкое |
| Центральный район • до 28.01.2016 — Жовтневый район • до 21.10.1957 — Молотовский район • до 05.05.1939 — Новосёловский район | 08.01.1931 (реорганизован 05.05.1939) (утверждён 22.06.1939)        | Центральная и западная части города на правом берегу рек Кальчика и Кальмиуса.           | село Агробаза • до 14.09.2011 — посёлок Агробаза                                                                                    |
| Центральный район • до 28.01.2016 — Жовтневый район • до 21.10.1957 — Молотовский район • до 05.05.1939 — Новосёловский район | 08.01.1931 (реорганизован 05.05.1939) (утверждён 22.06.1939)        | Центральная и западная части города на правом берегу рек Кальчика и Кальмиуса.           | село Бердянское |
| Центральный район • до 28.01.2016 — Жовтневый район • до 21.10.1957 — Молотовский район • до 05.05.1939 — Новосёловский район | 08.01.1931 (реорганизован 05.05.1939) (утверждён 22.06.1939)        | Центральная и западная части города на правом берегу рек Кальчика и Кальмиуса.           | село Приазовское • до 14.09.2011 — посёлок Приазовское                                                                              |
| Центральный район • до 28.01.2016 — Жовтневый район • до 21.10.1957 — Молотовский район • до 05.05.1939 — Новосёловский район | 08.01.1931 (реорганизован 05.05.1939) (утверждён 22.06.1939)        | Центральная и западная части города на правом берегу рек Кальчика и Кальмиуса.           | село Пригородное • до 2016 — село Радянская Украина                                                                                 |
| Центральный район • до 28.01.2016 — Жовтневый район • до 21.10.1957 — Молотовский район • до 05.05.1939 — Новосёловский район | 08.01.1931 (реорганизован 05.05.1939) (утверждён 22.06.1939)        | Центральная и западная части города на правом берегу рек Кальчика и Кальмиуса.           | село Шевченко |

Главы города, городских районов, пригородных населённых пунктов (в 2020—2022 годах):
| Наименование административной единицы                                       | Коды КАТЕТТО (с 2020) и КОАТУУ (до 2020) | Название должности                                                     | Ф. И. О. лица, занимающего должность                                 |
| --------------------------------------------------------------------------- | ---------------------------------------- | ---------------------------------------------------------------------- | -------------------------------------------------------------------- |
| город Мариуполь укр. місто Маріуполь                                        | UA14140050010029262 1412300000           | Городской голова укр. Міський голова                                   | Вадим Сергеевич Бойченко укр. Вадим Сергійович Бойченко              |
| 1. Кальмиусский район укр. Кальміуський район                               | UA14140050010166965 1412336600           | Председатель районной администрации укр. Голова районної адміністрації | Игорь Анатольевич Алексеев укр. Ігор Анатолійович Алєксєєв           |
| • посёлок городского типа Старый Крым укр. селище міського типу Старий Крим | UA14140050020046281 1412345600           | Поселковый голова укр. Селищний голова                                 | Михаил Иванович Балабанов укр. Михайло Іванович Балабанов            |
| 2. Левобережный район укр. Лівобережний район                               | UA14140050010258579 1412336900           | Председатель районной администрации укр. Голова районної адміністрації | Владимир Владимирович Степанов укр. Володимир Володимирович Степанов |
| 3. Приморский район укр. Приморський район                                  | UA14140050010350963 1412337200           | Председатель районной администрации укр. Голова районної адміністрації | Александр Всеволодович Любый укр. Олександр Всеволодович Любий       |
| • село Покровское укр. село Покровське                                      | UA14140050050016949 1423982201           | Сельский староста укр. Сільський староста                              | Леонид Тимофеевич Супрун укр. Леонід Тимофійович Супрун              |
| • село Червоное укр. село Червоне                                           | UA14140050080028899 1423982203           | Сельский староста укр. Сільський староста                              | Леонид Тимофеевич Супрун укр. Леонід Тимофійович Супрун              |
| • село Широкая Балка укр. село Широка Балка                                 | UA14140050100021217 1423982204           | Сельский староста укр. Сільський староста                              | Леонид Тимофеевич Супрун укр. Леонід Тимофійович Супрун              |
| • посёлок Рыбацкое укр. селище Рибацьке                                     | UA14140050110075502 1423982202           | Поселковый староста укр. Селищний староста                             | Леонид Тимофеевич Супрун укр. Леонід Тимофійович Супрун              |
| 4. Центральный район укр. Центральний район                                 | UA14140050010437700 1412336300           | Председатель районной администрации укр. Голова районної адміністрації | Анатолий Григорьевич Карунник укр. Анатолій Григорович Карунік       |
| • село Агробаза укр. село Агробаза                                          | UA14140050030095106 1423981102           | Сельский староста укр. Сільський староста                              | Наталья Александровна Букреева укр. Наталя Олександрівна Букреєва    |
| • село Бердянское укр. село Бердянське                                      | UA14140050040051109 1423981101           | Сельский староста укр. Сільський староста                              | Иван Иванович Белозёрцев укр. Іван Іванович Білозерцев               |
| • село Приазовское укр. село Приазовське                                    | UA14140050060023435 1423981103           | Сельский староста укр. Сільський староста                              | Наталья Александровна Букреева укр. Наталя Олександрівна Букреєва    |
| • село Пригородное укр. село Приміське                                      | UA14140050070010157 1423981104           | Сельский староста укр. Сільський староста                              | Наталья Александровна Букреева укр. Наталя Олександрівна Букреєва    |
| • село Шевченко укр. село Шевченко                                          | UA14140050090051167 1423981105           | Сельский староста укр. Сільський староста                              | Наталья Александровна Букреева укр. Наталя Олександрівна Букреєва    |
| Мариупольская городская община укр. Маріупольська міська громада            | UA14140050000020560 1412300000           | Глава общины укр. Голова громади                                       | Вадим Сергеевич Бойченко укр. Вадим Сергійович Бойченко              |

## История административного деления
12 июля 1920 года, приказом Донецкого губисполкома о разделении Донецкой губернии на районы, был образован Мариупольский район в составе города Мариуполя и 42 волостей. В их числе были волости, населённые пункты которых позднее были включены в состав города:
- Мариупольская городская округа (не входила в число волостей);
- волость Мариупольский порт (выделенная из Городской округи);
- Ново-Успенская волость (ранее в составе Области Войска Донского);
- Сартанская волость (из которой была выделена Чермалыкская волость);
- Старо-Крымская волость (выделенная из Мангушской волости);
- Толоковская волость (ранее в составе Области Войска Донского).

16 декабря 1920 года, приказом Донецкого губисполкома о разделении Донецкой губернии на уезды, вышеуказанные волости вошли в состав Мариупольского уезда. При этом Толоковская волость была переименована в Талаковскую, Ново-Успенская — в Успеновскую, а Старо-Крымская волость — в Новосёловскую (с переносом волостного центра в посёлок Новосёловка).
7 марта 1923 года, постановлением Президиума ВУЦИК об административно-территориальном делении Донецкой губернии, вместо уездов и волостей были образованы округа и районы. В составе Мариупольского округа были, среди прочих, образованы:
- окружной центр — город Мариуполь (не входил в состав районов);
- Новосёловский район (бывшие Новосёловская, Портовская, Сартанская, Талаковская и Успеновская волости).

В составе Новосёловского района были организованы Красно-Волонтёровский, Македоновский, Мелекинский, Новосёловский, Сартанский, Старо-Крымский, Талаковский и Успеновский сельские советы.
19 февраля 1925 года, согласно протоколу заседания Донецкой губернской административно-территориальной комиссии о переносе районных центров и их переименованиях, центр Новосёловского района был перенесён их села Новосёловки в рабочие посёлки заводов «А» и «Б» имени Ильича с оставлением старого названия района.
13 марта 1925 года, постановлением ВУЦИК и Совнаркома об установлении точного списка городов и поселений городского типа Донецкой губернии, Мариуполь вместе с ещё семью населёнными пунктами губернии был отнесён к разряду городов, а посёлок Мариуполь-Порт — к разряду поселений городского типа.
3 июня 1925 года, постановлением ВУЦИК и Совнаркома об упразднении Бердянского округа и присоединении части его районов к Мариупольскому округу, город Бердянск стал центром Бердянского района (образованного из бывшего Новоспасовского района), однако в его состав не вошёл и напрямую подчинялся Мариупольскому городскому совету.
По состоянию на 1925 года ряд населённых пунктов Новосёловского района был отнесён к числу национальных:
- Немецкие населённые пункты:
  - хутор Виноградный;
  - хутор Вишневский
  - хутор Протопоповка;
  - хутор Радке.
- Греческие населённые пункты:
  - село Сартана;
  - село Македоновка;
  - село Старый Крым;
  - посёлок Византия.

В соответствии с постановлением ВУЦИК о ликвидации губерний от 3 июня 1925 года, Мариупольский округ с 15 июня того же года стал одним из 41 округов УССР, а все губернии с 1 августа были упразднены.
18 августа 1925 года, согласно протоколу заседания Президиума Мариупольского окрисполкома о переименовании районов, «в целях приближения Новосёловского районного центра к массам населения и создания наибольших удобств администрирования территории этого района» Новосёловский райисполком с территории посёлков заводов «А» и «Б» имени Ильича был перемещён в село Новосёловку.
1 июля 1927 года, постановлением Центральной административно-территориальной комиссии, посёлок городского типа Мариуполь-Порт и рабочие посёлки заводов «А» и «Б» имени Ильича были включены в городскую черту Мариуполя. Из них были образованы Портовской и Заводской городские районы соответственно. Центральная часть города осталась в непосредственном обслуживании городского совета.

Административная карта Мариупольского округа УССР в 1930 году.

2 сентября 1930 года, постановлением ВУЦИК, в Украинской ССР были упразднены округа и образованы районы, национальные районы и территории, подчинённые городским советам (в том числе территория Мариупольского горсовета).
8 января 1931 года, согласно сообщению правительственной комиссии по ликвидации округов, Новосёловский район был ликвидирован и его территория была непосредственно подчинена Мариупольскому городскому совету. В то же время Бердянский городской совет был выведен из подчинения Мариупольскому горсовету.
7 февраля 1932 года УССР была разделена на 5 областей, но Мариуполь и ещё 3 города и 13 районов Донбасса остались территориями, непосредственно подчинёнными республиканскому центру. 2 июля 1932 года, постановлением ВУЦИК об образовании Донецкой области, город Мариуполь с территорией горсовета были подчинены Донецкому облисполкому.
13 февраля 1932 года, инструкцией ВУЦИК, было выдано предписание о создании местных комиссий для ликвидации 9 районов. В число ликвидируемых вошли, среди прочих, Сартанский, Мангушский и Ново-Николаевский (Будённовский) районы, на территории которых в июле был организован Мариупольский район.
17 июля 1932 года была создана Донецкая область, а в её составе — Мариупольский район, разделённый на город Мариуполь, находившийся в областном подчинении, и пригородную черту. Вопрос о статусе Мариуполя, как и других городов областного подчинения в Сталинской области, затрудняется тем, что в разных источниках того времени есть разночтения. Так, например, в официальном справочнике 1938 года города областного подчинения не отнесены к районам, а при проведении переписи 1939 года все они были отнесены к соответствующим районам.
13 февраля 1935 года, постановлением Президиума ЦИК УССР о составе новых административных районов Донецкой области, из части пригородной черты Мариупольского района был образован Будённовский район, в состав которого были включены:
- Будённовский сельский совет;
- Седово-Васильевский сельский совет;
- Хомутовский сельский совет;
- Гусельщиковский сельский совет;
- Клинкинский сельский совет;
- Безыменский сельский совет;
- Криво-Косовский сельский совет;
- Крещатицкий сельский совет;
- Павлопольский сельский совет;
- Широкинский сельский совет;
- Талаковский сельский совет.

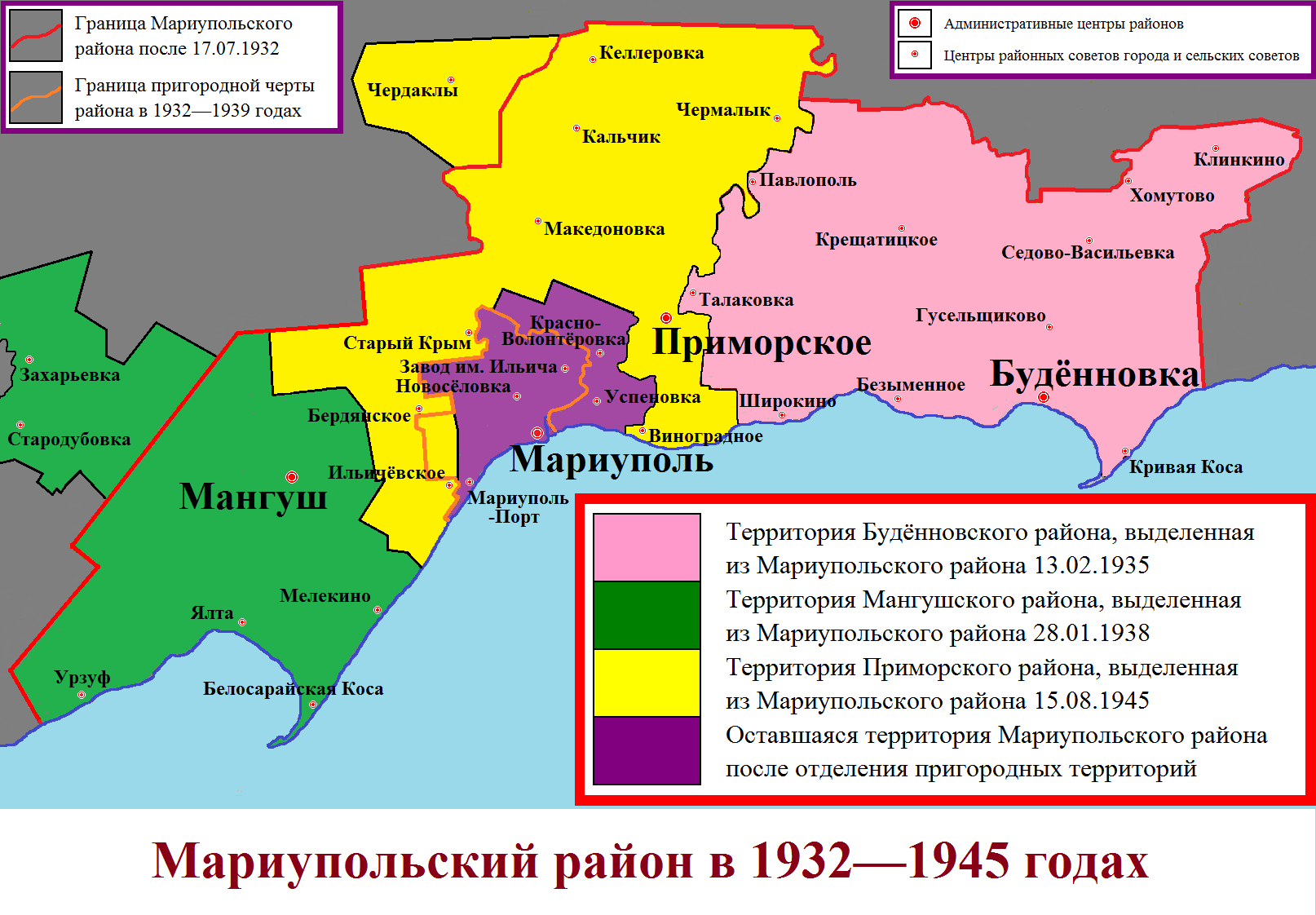
Мариупольский район в 1932—1945 годах.

26 мая 1936 года, постановлением Президиума ЦИК УССР о частичном изменении районных границ Донецкой области, колхоз «Азоврис» Талаковского сельсовета был переподчинён Сартанскому сельсовету пригородной черты Мариупольского района.
28 января 1938 года, постановлением Президиума Донецкого облисполкома о разукрупнении районов, была ликвидирована пригородная черта Мариупольского района с образованием нового Мангушского района с общей численностью населения в 20 тысяч человек, в который вошли:
- из Мариупольского района:
  - Мангушский сельский совет;
  - Белосарайский сельский совет;
  - Мелекинский сельский совет;
  - Урзуфский сельский совет;
  - Ялтинский сельский совет.
- из Володарского района:
  - Захарьевский сельский совет;
  - Стародубовский сельский совет.

В то же время Красно-Волонтёровский, Сартанский, Старо-Крымский, Успеновский, Келлеровский, Македоновский и Чермалыкский сельские советы были оставлены в составе Мариупольского района с подчинением их Мариупольскому городскому совету. Кроме того, Портовскому районному совету были подчинены населённые пункты колхозов «Червоный Орач», «Шлях Ильича», «Червоное Господарство» и совхоза «Портовской», расположенные по Самариной балке.
3 июня 1938 года, указом Президиума Верховного совета СССР, Донецкая область была разделена на Сталинскую и Ворошиловградскую; при этом город Мариуполь и Мариупольский район остались в составе Сталинской области.
5 мая 1939 года, постановлением Президиума Сталинского облисполкома, в связи со значительным расширением территории города в центральной части городе был организован Молотовский район в составе северной части города от улицы имени Ленина (включая её северную нечётную сторону и Биржевой спуск до реки Кальчик), Правого берега и посёлков Аджахи, Новосёловка, Парковый, Кальчанский, Верхний Блок, Нижний Блок, Садки 4-го района и Садки 5-го района. Новосёловский район был ликвидирован и вошёл в состав Молотовского. Западная часть территории Новосёловского райсовета (с селом Агробаза) была передана в состав образованного Бердянского сельсовета Мангушского района. При этом, городские районы не были официально утверждены Верховным советом УССР.
22 июня 1939 года, указом Президиума Верховного совета УССР, были утверждены существовавшие Молотовский и Портовской районные советы и образован Орджоникидзевский райсовет в восточной (левобережной) части города. Однако существовавший Заводской райсовет утверждён не был, и его территория была разделена между Молотовским и Орджоникидзевским районами.
27 июня 1940 года, очередным указом Президиума Верховного совета УССР, на месте бывшего Заводского района был утверждён Ильичёвский районный совет.
23 октября 1940 года Кальчикский сельский совет Мариупольского района был преобразован в поселковый совет.
В годы Великой Отечественной войны Мариуполь с октября 1941 года по сентябрь 1943 года был оккупирован немецко-фашистскими войсками и их союзниками. Оккупанты не проводили изменений в административно-территориальном делении, за исключением переименования некоторых населённых пунктов и улиц. Так, Сталинская область стала называться Юзовской. После освобождения территории города 10 сентября 1943 года административное деление и довоенные названия были восстановлены.
2 июня 1945 года, постановлением Сталинского облисполкома, в рамках переименования населённых пунктов с немецкими названиями, в Мариупольском районе хутор Ратке Виноградненского сельсовета был переименован в хутор Подгорный (ныне — в составе села Виноградное в Левобережном районе города).
15 августа 1945 года, постановлением исполкома Сталинского областного совета депутатов трудящихся, Мариупольский район был разукрупнён путём разделения на Мариупольский (городской) и Приморский (сельский) районы. В состав последнего вошли:
- бо́льшая часть пригородной черты Мариупольского района — Сартанский, Старо-Крымский поселковые советы и Келлеровский, Чермалыкский, Македоновский, Кальчикский, Виноградский, Бердянский сельские советы;
- территории в Самариной балке, подчинённые Портовскому районному совету — населённые пункты колхозов «Червоный Орач», «Шлях Ильича», «Червоное Господарство» и совхоза «Портовской», из которых был образован Ильичёвский сельский совет;
- Чердаклыкский сельский совет, выделенный из состава Володарского района.

Посёлок городского типа Сартана, ставший центром нового района, был переименован в Приморское. Оставшиеся сельские советы пригородной черты — Красно-Волонтёровский и Успеновский — были ликвидированы и включены напрямую в состав Ильичёвского и Орджоникидзевского городских районов соответственно.
22 октября 1948 года, постановлением Совета Министров СССР, город Мариуполь был переименован в Жданов, в честь советского партийного и государственного деятеля Андрея Александровича Жданова, который родился тут в 1896 году.
13 августа 1954 года, решением Сталинского облисполкома о перечислении населённых пунктов в границах районов, хутора Ворошиловский, Дзержинский, Ленинский и Новая Таврия Широкинского сельсовета Будённовского района были переданы в состав Талаковского сельского совета. Тогда же посёлок Калиновка Приморского поселкового совета Приморского района был передан в подчинение Виноградовского сельского совета.
7 декабря 1956 года, решением Сталинского облисполкома об изменениях в административно-территориальном делении Будённовского района, центр Талаковского сельсовета был перенесён в село Пикузы, которое было переименовано в Коминтерново, а сельский совет — в Коминтерновский.
28 декабря 1956 года, решением Сталинского облисполкома, посёлок Кальчикстрой Приморского района был отнесён к категории посёлков городского типа и переименован в Каменское; был также образован Каменский поселковый совет. Тем же решением, сёла Федосеевка и Талаковка были объединены в посёлок городского типа Талаковка, и был учреждён Талаковский поселковый совет.
21 октября 1957 года, указом Президиума Верховного совета УССР, Молотовский район города Жданова был переименован в Жовтневый.
27 сентября 1958 года, решением Сталинского облисполкома, посёлок городского типа Камянское Приморского района вошёл в черту города Жданова и включён в составе Ильичёвского района.
21 января 1959 года, указом Президиума Верховного совета УССР, Портовской район города Жданова был ликвидирован и вошёл в состав Жовтневого района. Тем же указом был ликвидирован Приморский сельский район, территорию которого надлежало разделить между соседними районами и городом Ждановом. На следующий день, решением Сталинского облисполкома, во исполнение данного указа, территория бывшего Приморского района была разделена:
- Приморский поселковый совет — к Ждановскому горсовету с подчинением Ильичёвскому районному совету;
- Старо-Крымский поселковый совет, Бердянский и Ильичёвский сельские советы — к Першотравневому району;
- Жовтневый, Кальчикский и Кременёвский сельские советы — к Володарскому району;
- Заможненский сельский совет — к Тельмановскому району;
- Виноградовский сельский совет — к Новоазовскому району.

27 марта 1959 года, решением Сталинского облисполкома, в подчинение Ждановскому горсовету были переданы:
- Виноградовский сельский совет Новоазовского района — к Орджоникидзевскому райсовету;
- Старо-Крымский поселковый совет Першотравневого района — к Ильичёвскому райсовету;
- Ильичёвский сельский совет Першотравневого района — к Жовтневому райсовету.

8 января 1960 года, решением Сталинского облисполкома, село Марьевка Коминтерновского сельсовета Новоазовского района было передано в подчинение Талаковскому поселковому совету.
12 апреля 1961 года, решением Сталинского облисполкома, Талаковский поселковый совет Новоазовского района (вместе с селом Заиченко, переданным ему из состава Широкинского сельсовета) вошёл в состав Ждановского городского совета и был подчинён Орджоникидзевскому райсовету.
30 декабря 1962 года, указом Президиума Верховного Совета УССР об укрупнении сельских районов Донецкой области, был ликвидирован Ждановский район, а город Жданов был отнесён в подчинение областного совета депутатов трудящихся. Тем же указом, поселковые и сельские советы, подчинённые Ждановскому горсовету, были переданы соседним районам:
- Старо-Крымский поселковый и Ильичёвский сельский советы — в состав Володарского района;
- Приморский и Талаковский поселковые советы и Виноградовский сельский совет — в состав Новоазовского района.

В июле 1964 года, решениями Донецкого облисполкома, Приморский (17 июля) и Старо-Крымский (29 июля) поселковые советы Володарского района передаются в подчинение Ильичёвскому районному совету депутатов трудящихся города Жданова. В состав Приморского поселкового совета тогда входил посёлок Ломакино (ныне — в составе Талаковского поселкового совета).
8 декабря 1966 года, указом Президиума Верховного Совета УССР, из южной части Володарского района был образован Першотравневый район, в состав которого, кроме прочих, вошли Бердянский и Ильичёвский сельские советы (вошедшие в 2020 году в состав Мариуполя).
24 декабря 1966 года, решением Донецкого облисполкома об изменениях в административно-территориальном делении Новоазовсого района, сёла Павлополь, Пищевик и Черненко Красноармейского сельсовета были переданы в подчинение Талаковскому поселковому совету. Тогда же село Марьевка Талаковского поссовета вошло в состав посёлка Калиновка Виноградновского сельского совета.
16 марта 1967 года, указом Президиума Верховного совета УССР, в городе Жданове из части Жовтневого района (в основном территории ранее ликвидированного Портовского района) был образован Приморский район.
14 августа 1968 года, решением Донецкого облисполкома, Талаковский поселковый совет Новоазовского района передаётся в подчинение Орджоникидзевскому районному совету города Жданова. При этом сёла Павлополь, Пищевик и Черненко, относившиеся к Талаковскому поселковому совету, были переподчинены Красноармейскому сельскому совету Новоазовского района.
12 февраля 1975 года, решением Донецкого облисполкома, село Заиченко Талаковского поселкового совета Ильичёвского района города Жданова было передано в состав Новоазовского района и вошло в состав новообразованного Коминтерновского сельского совета.
24 сентября 1979 года, указом Президиума Верховного Совета УССР о расширении черты города Жданов, село Червоное Господарство Ильичёвского сельского совета Першотравневого района (общей площадью 76,5 гектара) включается в черту города Жданова и входит в состав Приморского района.
6 ноября 1979 года, решением Донецкого облисполкома об образовании новых сельских советов в области, посёлок Калиновка Виноградненского сельсовета был передан в подчинение новообразованному Лебединскому сельскому совету.
13 января 1989 года городу Жданову, постановлением Совета министров СССР № 46, по просьбе его жителей, возвращено историческое название — Мариуполь. Это решение вступило в силу 26 января 1989 года, после издания соответствующего распоряжения Донецкого облисполкома.
15 июня 1992 года, постановлением Верховного Совета Украины, посёлку городского типа Приморское Ильичёвского района Мариуполя возвращено историческое название — Сартана.
29 октября 1992 года, решением Донецкого облсовета, посёлок городского типа Талаковка и село Гнутово перешли из подчинения Орджоникидзевского к Ильичёвскому районному совету.
23 декабря 1995 года, решением Донецкого облсовета, посёлок Ломакино был переподчинён от Сартанского поселкового Талаковскому поселковому совету народных депутатов Ильичёвского района города Мариуполя.
20 мая 2015 года, постановлением Верховной Рады Украины № 2321, Мариупольскому городскому совету был передан в подчинение Виноградненский сельский совет (сёла Виноградное, Пионерское, Приморское), входивший в 2014—2015 годах в состав Волновахского, в до этого — Новоазовского районов. Сельский совет был подчинён Орджоникидзевской (с 2016 — Левобережной) районной администрации.
В рамках процесса декоммунизации на Украине 28 января 2016 года, решением IV сессии VII созыва Мариупольского городского совета, были переименованы три из четырёх городских районов:
- Жовтневый район → Центральный район;
- Ильичёвский район → Кальмиусский район;
- Орджоникидзевский район → Левобережный район.

17 июля 2020 года, постановлением Верховной Рады «О создании и ликвидации районов», был образован Мариупольский район, а в его составе — Мариупольская городская община, в которую была преобразована территория, подчинённая Мариупольскому городскому совету, с некоторыми территориальными изменениями пригородной зоны:
- Из пригородных сельских местностей в составе городской общины остались:
  - бывший Старокрымский поселковый совет[укр.] Кальмиусского городского района — посёлок городского типа Старый Крым;
  - бывший Вноградненский сельский совет Левобережного городского района — сёла Виноградное, Пионерское, Приморское.
- В городскую общину не были включены территории, вошедшие в новообразованную Сартанскую поселковую общину:
  - бывший Сартанский поселковый совет[укр.] Кальмиусского городского района — посёлок городского типа Сартана;
  - бывший Талаковский поселковый совет[укр.] Кальмиусского городского района — посёлок городского типа Талаковка, сёла Гнутово и посёлок Ломакино.
- В состав городской общины вошла восточная часть упразднённого Мангушского района:
  - бывший Бердянский сельский совет[укр.] Мангушского района — сёла Бердянское, Агробаза, Приазовское, Пригородное (до 2016 — Радянская Украина), Шевченко.
  - бывший Покровский сельский совет Мангушского района — сёла Покровское (до 2016 — Ильичовское), Червоное, Широкая Балка и посёлок Рыбацкое.

Все поселковые и сельские советы были ликвидированы, а населённые пункты, входившие в их состав вошли в состав общин по отдельности. Главами каждого из населённых пунктов становились выборные старосты. При этом сёла бывшего Виноградненского сельсовета (Виноградное, Пионерское и Приморское) были упразднены напрямую включены в состав города Мариуполя.
С 6 апреля 2022 года «новыми властями города», подконтрольными Донецкой Народной Республике, используется административное деление и названия районов города по состоянию на начало 2014 года, так как указом главы ДНР № 72 от 12.03.2022 «О мерах по восстановлению суверенитета Донецкой Народной Республики на территориях, ранее временно находившихся под контролем Украины» предписано:

1. Установить, что на освобождённых территориях, ранее временно находившихся под контролем Украины, применяются:

1.1. Административно-территориальное деление, существовавшее на территории бывшей Донецкой области по состоянию на 11 мая 2014 года.

1.2. Наименования населённых пунктов, существовавшие на территории бывшей Донецкой области по состоянию на 11 мая 2014 года.

2. Настоящий Указ вступает в силу со дня его официального опубликования и распространяет своё действие на отношения, возникшие с 24 февраля 2022 года.